# Pachycephala philippinensis
El silbador filipino (Pachycephala philippinensis) es una especie de ave paseriforme de la familia Pachycephalidae.

## Distribución geográfica y hábitat
Es endémica de las Filipinas.
Sus hábitats naturales son los bosques bajos húmedos y los bosques montanos húmedos subtropicales o tropicales.

## Subespecies
Se reconocen las siguientes según IOC:
- P. p. apoensis: Bilirán, Dinagat, Leyte, Mindanao, Pujada y Sámar
- P. p. basilanica: Basilán.
- P. p. boholensis: Bohol.
- P. p. fallax: Calayán.
- P. p. illex: isla de Camiguín.
- P. p. philippinensis: Luzón y Catanduanes.
- P. p. siquijorensis: Siquijor.